# 陈昀 (1974年)
陈昀（1974年8月—），女，中华人民共和国外交官，现任驻苏黎世兼驻列支敦士登公国总领事。

## 生平
1996年，进入中华人民共和国外交部工作，先后在外交部亚洲司、外交部边界与海洋事务司、驻斯里兰卡大使馆、驻阿富汗大使馆、驻美国大使馆、驻印度尼西亚大使馆任职。2019年，任驻印度尼西亚大使馆公使衔参赞，后升任公使。2023年3月，出任中华人民共和国驻苏黎世总领事兼驻列支敦士登总领事。